# Adonis annua
Adonis annua é uma espécie de planta com flor pertencente à família Ranunculaceae.
Adônis (Adonis autumnalis) é uma planta de alto teor venenoso, suas folhas são refinamente recortadas variam de 20 a 50 cm de comprimento e são ou amarelas ou vermelhas. Pertence à família Ranunculaceae.
A autoridade científica da espécie é L., tendo sido publicada em Species Plantarum 1: 547. 1753.

## Portugal
Trata-se de uma espécie presente no território português, nomeadamente em Portugal Continental.
Em termos de naturalidade é nativa da região atrás indicada.

## Protecção
Não se encontra protegida por legislação portuguesa ou da Comunidade Europeia.